# Novapus simplex
Novapus simplex är en skalbaggsart som beskrevs av Sharp 1875. Novapus simplex ingår i släktet Novapus och familjen Dynastidae. Inga underarter finns listade i Catalogue of Life.